# Knöpfelstaler Teich
Der Knöpfelstaler Teich liegt im Thüringer Wald im Tal der Schorte etwa 1,5 Kilometer nordöstlich von Stützerbach und etwa fünf Kilometer südwestlich von Ilmenau im Ilm-Kreis. Er wurde ursprünglich als Flößteich angelegt. Dieser befindet sich im Naturschutzgebiet des UNESCO-Biosphärenreservats Vessertal und gehört zur Zone II im Gebiet „Marktal und Morast“.
Bereits 1587 wird der Knupfelstaler Teich erstmals als Stauweiher erwähnt. Stauweiher dienten als Flößstaubecken – von hier wurde das Scheitholz aus dem umliegenden Forst in das Ilmtal und bis nach Weimar geflößt. Heute wird er als Aufzuchtgewässer für Fische (Saiblinge) genutzt. Der Knöpfelstaler Teich ist 598 m hoch gelegen und liegt am Goethewanderweg. Von hier aus gelangt man weiter talaufwärts in den obersten Teil des Schortetales zum Finsteren Loch – einer dicht bewaldeten Felsenschlucht mit einem kleinen Wasserfall.
Auch das Schortetal und seine Verlängerungen zum Rennsteig hinauf, der Breite Grund und das Marktal, sahen einst einen regen Flößbetrieb. Der Seifiger Teich, der Breitengrunder Teich und der Knöpfelstaler Teich zeugen noch davon. Die diese Teiche speisenden Gewässer vereinigen sich unterhalb des Knöpfelstaler Teiches und bilden die Schorte. Hier kam das geflößte Holz zusammen, um auf dem stark vermehrten Wasser dieses Flusses weitertransportiert zu werden.
Die dem Teich unmittelbar angrenzende Wander- und Schutzhütte wurde durch den Orkan Kyrill vom 18. zum 19. Januar 2007 durch herabstürzende Bäume stark in Mitleidenschaft gezogen, so dass sie abgerissen werden musste. An gleicher Stelle wurde im Jahre 2008 eine Neue errichtet.

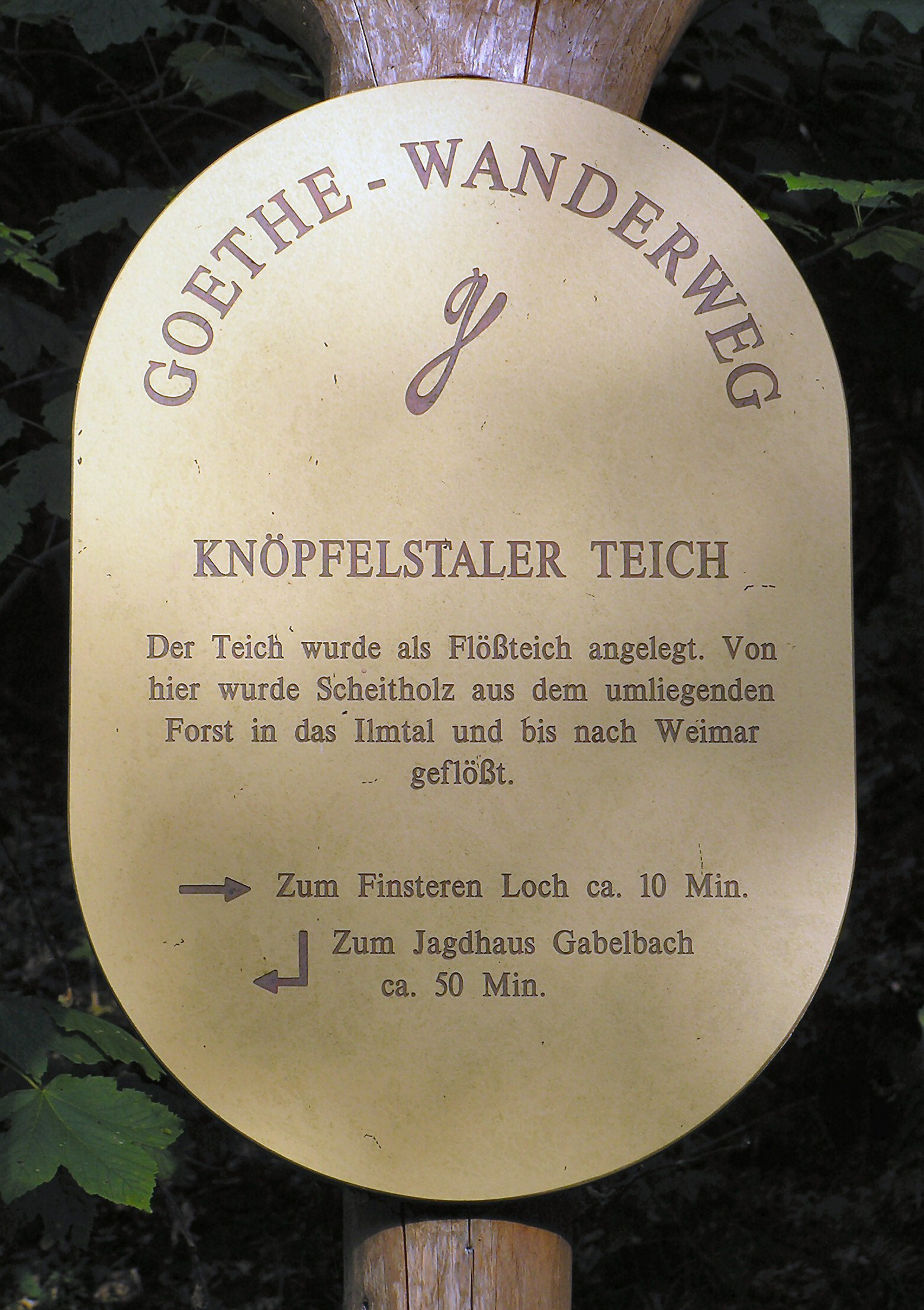
Goethewanderweg am Knöpfelstaler Teich
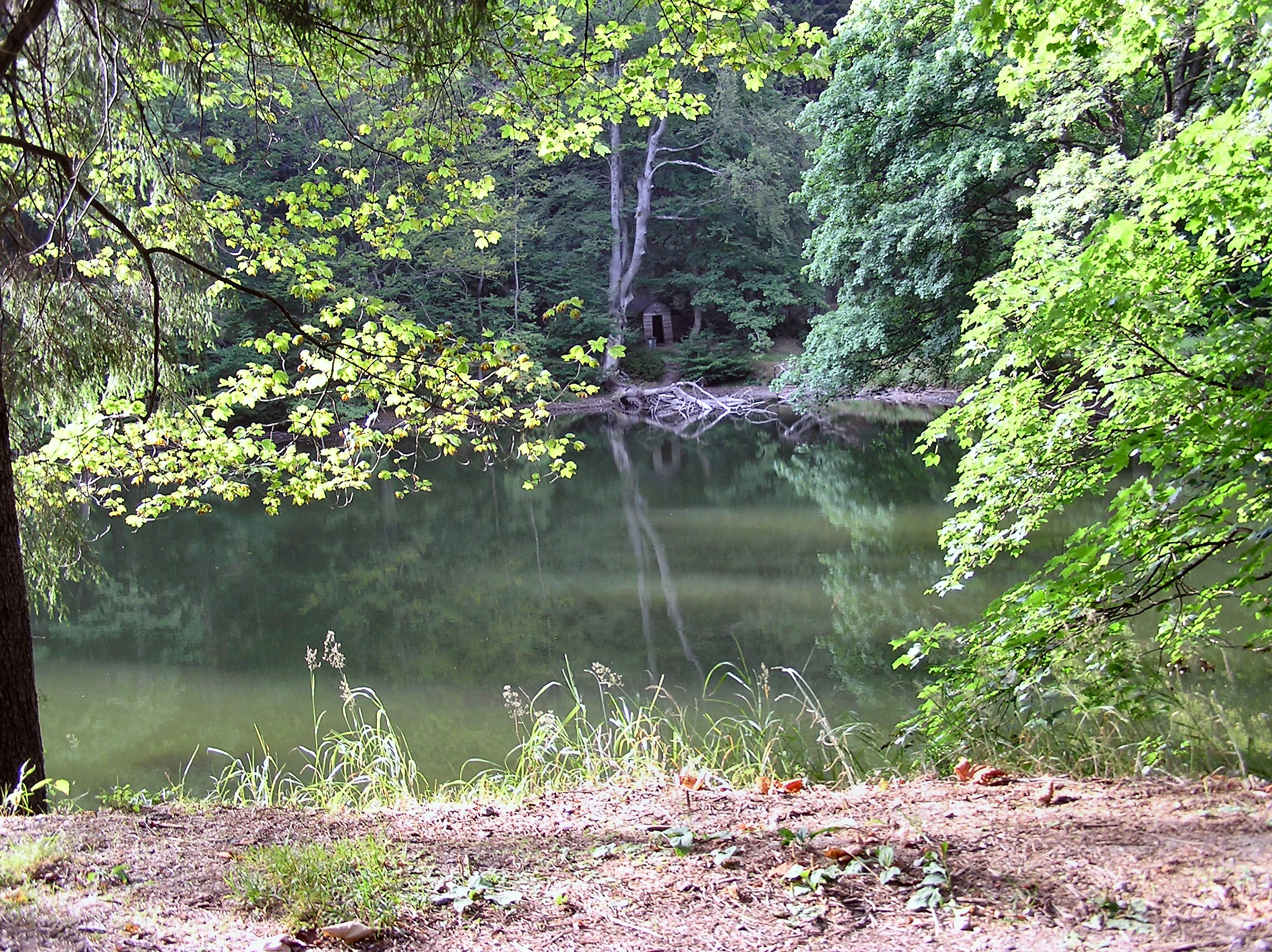
Der Knöpfelstaler Teich
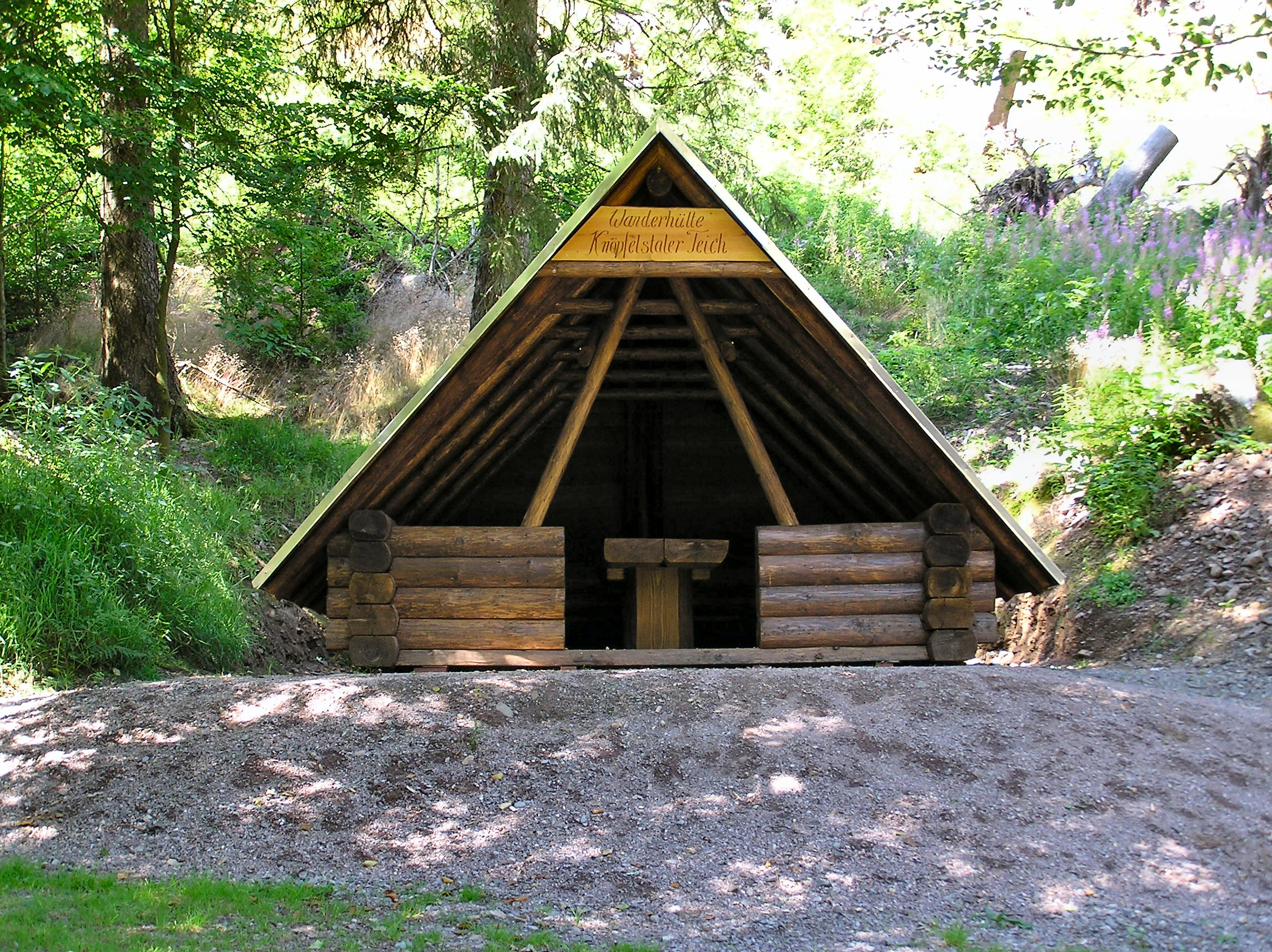
Wanderhütte Knöpfelstaler Teich
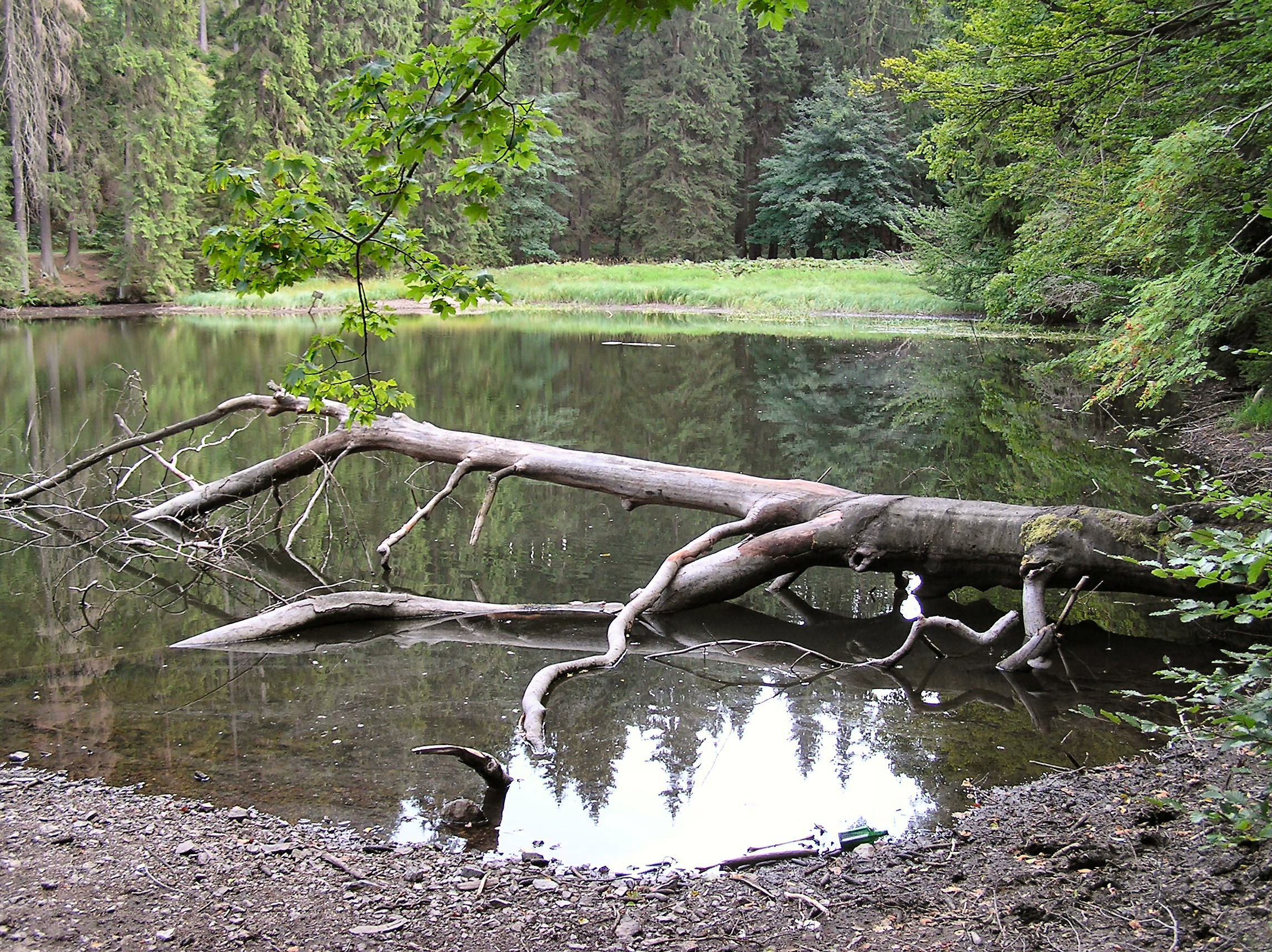
Der Knöpfelstaler Teich